# Коналл II Крандомна
Коналл II Крандомна (Коналл мак Ехдах; гельською. Conall Crandomna; помер в 660) — король гельського королівства Дал Ріади, правив з 650 по 660 рік.

## Біографія
Коналл II був сином Еохайда I Жовтого з клану Кенел Габран. У період з 650 по 654 рік він був співправителем свого двоюрідного брата Дунхада I. У 654 році Конналл став одноосібним королем Дав Ріад. У 660 році він помер і його трон успадкував його племінник Домангарт II.
Синами Коналла II були Маелдуйн і Домналл II, згодом також займали престол Дал Ріади.